# Бодсон, Виктор
Виктор Бодсон (люкс. Victor Bodson, 24 марта 1902, Люксембург — 29 июня 1984, Мондорф-ле-Бен) — министр юстиции Люксембурга, европейский комиссар по транспорту (1967—1970), известен также активным участием в спасении евреев в период немецкой оккупации.

## Биография
Бодсон родился 24 марта 1902 года в Люксембурге. Он практиковал как адвокат, активно занимался спортом: мотоциклетным, плаванием и боксом. Занимал пост президента федерации бокса. Защитил диссертацию в 1928 году.
Его политическая карьера началась в 1930 году, когда он стал членом Социалистической рабочей партии Люксембурга (LSAP). В 1934 году он был избран в парламент, а в 1935 году он стал членом Государственного совета. Участвовал в качестве добровольца в гражданской войне в Испании на стороне республиканцев.
6 апреля 1940 года был назначен министром юстиции, общественных работ и транспорта. Оставался членом правительства до 1947 года. В период немецкой оккупации находился в изгнании как и все правительство страны. Жил в Монреале, занимался подготовкой судебной реформы и уголовного преследования коллаборационистов.

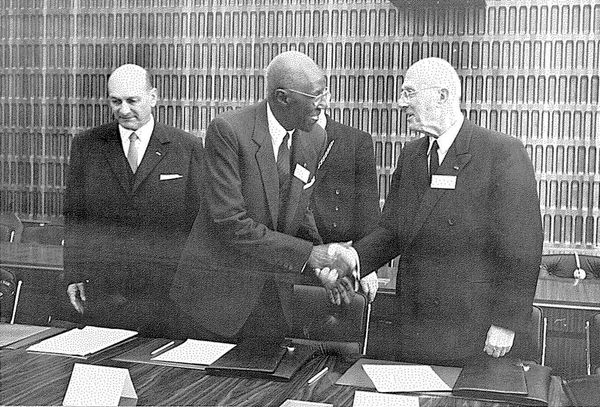
Виктор Бодсон (справа) и Lamine Guèye в 1967 году

В 1948 и 1951 году он был вновь избран в парламент. В 1956 году занимал должность министра транспорта и энергетики, а также председателя Национального Совета по ядерной энергии.
Вице-председатель Палаты депутатов, 1937—1940; 1948-I951; 1959—1961. Государственный советник, 1961—1964. Председатель Палаты депутатов, 1964—1967, почетный председатель с 07.06.1967.
В 1967 году он был назначен членом Еврокомиссии от Люксембурга и работал в ней до 1970 года в должности комиссара по транспорту.
У Виктора Бодсона была жена и пятеро детей.

## Награды и память

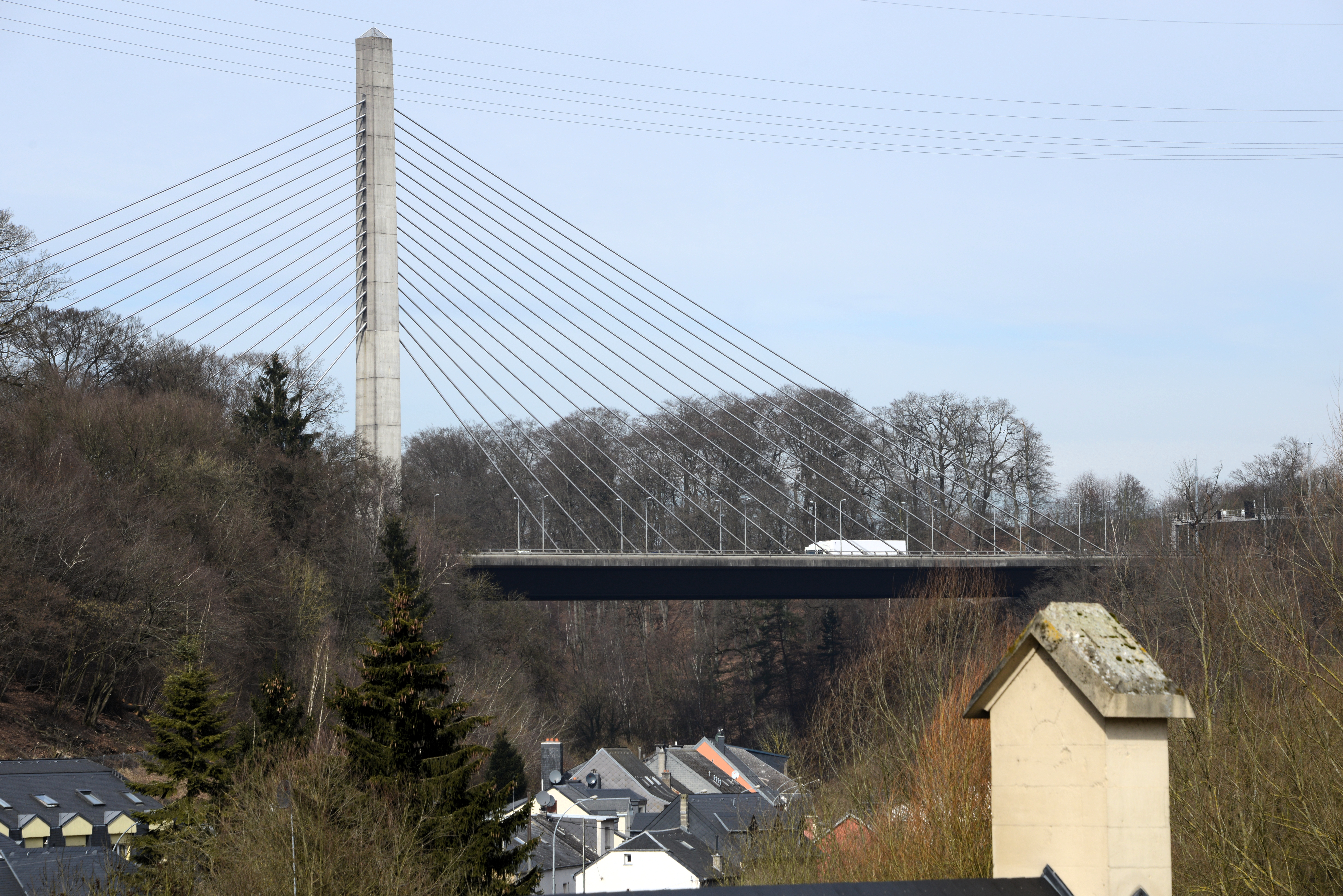
Мост имени Бодсона

Виктор Бодсон получил ряд престижных наград на родине и за рубежом:
- Орден Адольфа Нассау (Люксембург);
- Великий офицер Ордена Дубовой короны (Люксембург);
- Кавалер Большого креста Ордена Короны, (Бельгия);
- Grand-Croix du Faucon Banc, (Исландия);
- Большой крест Ордена Оранских-Нассау, (Нидерланды);
- Grand-Croix de l’Ordre de Mérite, (Италия);
- Grand-Croix de Hérite avec Etoile, (ФРГ);
- Grand-Croix de l’Ordre, du Roi Cl.-ď, (Норвегия);
- Grand-Croix de l’Ordre de Mérite, (Австрия);
- Grand-Croix de la République (Тунис);
- Великий офицер ордена Почётного легиона, (Франция);
- Медаль Свободы с серебряными пальмовыми ветвями, (США);
- Commander of the British Empire (C.ľMD.), (Великобритания).

За помощь евреям в спасении от геноцида в годы немецкой оккупации Люксембурга Институт Катастрофы и героизма Яд ва-Шем в 1971 году присвоил Виктору Бодсону звание праведника мира. Рискуя жизнью, Бодсон спас около 100 евреев, бежавших из Германии.
В честь Бодсона назван мост на юге страны.